# Or Goren
Or Goren (in ebraico אור גורן‎?; Mishmar HaEmek, 20 ottobre 1956) è un ex cestista israeliano.

## Carriera
Con Israele ha partecipato a due edizioni dei Campionati europei (1975, 1977).

## Palmarès
- Coppa di Israele: 1

Hapoel Gvat/Yagur: 1975-1976